# ليه تعيشها لوحدك (فلم)
ليه تعيشها لوحدك هو فيلمٌ مصري ٌ بدأ عرضه في 3 يناير 2024، وفي الدول الخليج يوم 18 يناير 2024. ضمن موسم أفلام رأس السنة التي ضمت أفلاماً أخرى مثل عصابة عظيمة.

## قصة الفيلم
طبيب (شريف منير) يلتقي بصديقه المصاب بالسرطان (خالد الصاوي)، فيما تقع آنسة (سلمى أبو ضيف) في حب رجل بعمر والدها.

## إنتاج الفيلم
ألّف الفيلم أحمد عزيز، وأخرجه حسام الجوهري، وهو من بطولة شريف منير، وخالد الصاوي، وسلمى أبو ضيف، ومحمد رضوان، وخالد عليش، ومؤمن نور، والطفل منذر مهرجان، وفاطمة عادل، ورؤي شنوحة، وأمينة شلباية في أولي تجاربها بمجال التمثيل، وأنتجته شركة "Iproductions"، وأشرف على الإنتاج بشرى رزة، بالتعاون مع روتانا ستوديوز.

## إيرادات الفيلم
لم ينجح الفيلم في تحقيق إيرادات كبيرة، وسُحب من دور العرض في 4 فبراير 2024 محققاً 578,000 جنيه عبر 4 أسابيع من العرض.